# ピーター・カズンズ
ピーター・カズンズ（Peter Cousins　1981年3月3日 - ）は、イギリスのハーロウ出身の柔道選手。階級は100kg級。身長177cm。

## 人物
1998年のワールドユースゲームズ90kg級で3位になった。1999年のヨーロッパジュニアでは3位だった。2000年の世界ジュニアで2位になると、ヨーロッパジュニアでは優勝を飾った。その後階級を100kg級に上げると、2006年のヨーロッパ選手権で3位になった。2006年から2年連続してヨーロッパ選手権では3位に入った。2007年にリオデジャネイロで開催された世界選手権では決勝まで進むも、地元ブラジルのルシアーノ・コヘアに敗れるが銀メダルを獲得した。2008年の北京オリンピックでは初戦で敗れてメダルを獲得できなかった。

## 主な戦績
- 1997年 - ヨーロッパユースオリンピックフェスティバル　78kg級　3位

90kg級での戦績
- 1998年 - ワールドユースゲームズ　3位
- 1998年 - 世界ジュニア　5位
- 1999年 - ヨーロッパジュニア　3位
- 2000年 - 世界ジュニア　2位
- 2000年 - ヨーロッパジュニア　優勝
- 2005年 - ルーマニア国際　優勝

100kg級での戦績
- 2006年 - ヨーロッパ選手権　3位
- 2007年 - イギリス国際　優勝
- 2007年 - ロシア国際　2位
- 2007年 - 世界選手権　2位